# Corneville-sur-Risle
Corneville-sur-Risle är en kommun i departementet Eure i regionen Normandie i norra Frankrike. Kommunen ligger i kantonen Pont-Audemer som tillhör arrondissementet Bernay. År 2022 hade Corneville-sur-Risle 1 371 invånare.

## Befolkningsutveckling
Antalet invånare i kommunen Corneville-sur-Risle
Referens:INSEE